# Michael Armitage (Politiker)
Hon. Michael Harry Armitage (* 3. Mai 1949) ist ein australischer Politiker der Liberal Party, der zwischen 1989 und 2002 Mitglied des South Australian House of Assembly sowie mehrmals Minister war.

## Leben
Michael Harry Armitage absolvierte nach dem Besuch des Saint Ignatius’ College in Adelaide ein Studium der Medizin an der University of Adelaide, welches er mit einem Bachelor of Medicine, Bachelor of Surgery (MBBS) beendete, und war daraufhin als Arzt tätig. Am 25. November 1989 wurde er für die Liberal Party im Wahlkreis Adelaide erstmals zum Mitglied der South Australian House of Assembly gewählt, des Unterhauses des Parlaments von South Australia, und konnte sich dabei gegen den bisherigen Wahlkreisinhaber Mike Duigan von der Australian Labor Party (ALP) durchsetzen. Er vertrat diesen Wahlkreis bis zu seiner eigenen Niederlage gegen die ALP-Politikerin Jane Lomax-Smith bei der Wahl am 9. Februar 2002.
Nach dem Wahlsieg der Liberalen Partei bei der Wahl am 11. Dezember 1993 wurde Armitage in die Regierung von Premier Dean Brown berufen und bekleidete in dieser zwischen dem 14. Dezember 1993 und dem 28. November 1996 die Posten als Gesundheitsminister (Minister for Health) und als Minister für Angelegenheiten der Aborigines (Minister for Aboriginal Affairs).
In der darauf folgenden Regierung von Premier John Olsen fungierte er vom 28. November 1996 bis zum 20. Oktober 1997 weiterhin als Gesundheitsminister sowie bis zum 12. Dezember 1996 auch noch als Minister für Angelegenheiten der Aborigines. Im Zuge einer Umbildung der Regierung Olsen war er zudem vom 12. Dezember 1996 bis zum 20. Oktober 1997 zunächst Minister für Behindertendienste (Minister for Disability Services) und daraufhin zwischen dem 20. Oktober 1997 und dem 22. Oktober 2001 Minister für Regierungsunternehmen (Minister for Government Enterprises) sowie zudem vom 20. Oktober bis zum 17. Dezember 1997 auch noch Minister für Verwaltungs- und Informationsdienste (Minister for Administrative and Information Services). Nach einer weiteren Umbildung war er in der Regierung Olsen zwischen dem 17. Oktober 1997 und dem 8. Oktober 1998 zudem Beigeordneter Minister beim Premier für Informationswirtschaft (Minister Assisting the Premier for Information Economy) sowie zusätzlich vom 8. Oktober 1998 bis zum 22. Oktober 2001 Minister für Informationswirtschaft (Minister for Information Economy). Des Weiteren fungierte er zwischen dem 2. Dezember 1997 und dem 15. Januar 2002 auch noch als Präsidierendes Mitglied des Parlamentarischen Ausschusses für Arbeitssicherheit, Rehabilitation und Entschädigung an.
In der anschließenden Regierung von Premier Rob Kerin, der letzten liberalen Regierung bis 2018, übernahm Armitage vom 22. Oktober bis zum 4. Dezember 2001 weiterhin die Posten als Minister für Informationswirtschaft sowie als Minister für Regierungsunternehmen und war zudem zwischen dem 14. Dezember 1993 und dem 4. Dezember 2001 durchgängig Mitglied des Exekutivrates (Executive Council). Am 2. Mai 2002 wurde ihm der Höflichkeitstitel The Honourable verliehen. Nach seinem Ausscheiden aus dem Parlament wurde er 2005 zum Chief Executive Officer (CEO) von Private Healthcare Australia ernannt, der ehemaligen Australian Health Insurance Association, und verblieb in dieser Funktion bis Oktober 2015.

## Hintergrundliteratur
- Parliament of South Australia: Statistical Record of the Legislature 1836–2007 (Memento vom 11. März 2019 im Internet Archive)